# Elecciones presidenciales de Costa Rica de 1872
Las elecciones presidenciales de Costa Rica de 1872 se realizaron dos años después del derrocamiento del dictador Jesús Jiménez Zamora el 27 de abril de 1870, y tras el breve gobierno de Bruno Carranza Ramírez, sucedido por Tomás Guardia Gutiérrez el 8 de agosto, siendo electo el entonces presidente provisional Guardia para el período 1872-1876. Fue la primera vez que la presidencia era ejercida por un militar. 
Además de la elección presidencial, se escogió a todos los miembros del Congreso Constitucional, un nuevo órgano legislativo creado según lo establecido en la Constitución Política de 1871.
Los funcionarios escogidos en esta elección serían los primeros en regirse por las disposiciones de dicha constitución, que había sido redactada por la Asamblea Nacional Constituyente electa el año anterior.

## Sistema electoral

### El sufragio
El título VI de la Constitución Política de 1871 dividía el sufragio en dos grados. En las elecciones de primer grado, podían sufragar, en las juntas populares, todos los ciudadanos costarricenses varones de 20 años o de 18 si estaban casados o eran profesores de alguna ciencia cuyo ingreso fuera acorde a su condición social. Esto permitía votar a la mayoría de los ciudadanos hombres (el sufragio femenino se aprobó hasta 1949) ya que no exigía saber leer o escribir y el requisito económico era muy ambiguo y podía aplicarse a casi cualquier persona de cualquier clase social. 
El voto era público y la ciudadanía solo elegía a los electores de segundo grado, a una proporción de 3 propietarios y 1 suplente por cada mil habitantes. En aquellos distritos que no alcanzaran este mínimo, también se nombraría la misma cantidad de electores.
Los electores de segundo grado debían ser ciudadanos mayores de 21 años, alfabetizados, residentes de la provincia o distrito que los nominara, y tener un ingreso anual de al menos 150 pesos o poseer propiedades valoradas en al menos 500 pesos.Dichos electores, designados en las juntas populares formarían las asambleas electorales, las cuales tendrían la responsabilidad de emitir votos para la elección del Presidente de la República, los diputados del Congreso Constitucional y los miembros de las municipalidades, así como llevar a cabo otras elecciones que estableciera la ley.

### Presidencia
Tal como se estipulaba en el título IX de la Constitución Política de 1871, se debería efectuar en el país una elección popular de dos grados por medio de la cual se elegiría a quien ocuparía la Presidencia de la República durante el período constitucional comprendido entre el 8 de mayo de 1872 y el 8 de mayo de 1876.
Para que una persona ejerciera como presidente de la República, el individuo debería ser costarricense por nacimiento y ciudadano en ejercicio, pertenecer al estado seglar, ser mayor de 30 años de edad y reunir las condiciones necesarias para ser nombrado elector.
El artículo 97 de la Constitución Política prohibía al presidente de la República en ejercicio del cargo se reelegirse en su puesto de manera consecutiva. 

### Congreso Constitucional
Según el título VIII constitucional, el Congreso Constitucional estaría conformado por diputados propietarios y suplentes elegidos por los electores de segundo grado, organizados en asambleas electorales, en cada una de las 5 provincias del país y la Comarca de Puntarenas, utilizando el reparto Hare.
Los escaños serían asignados a cada provincia y comarca en proporción a su población, a razón de un diputado propietario por cada ocho mil habitantes, ó por un residuo que no exceda de cuatro mil, y un suplente por cada doce mil. Sin embargo, habría dos excepciones: Guanacaste, que elegiría 2 propietarios y 1 suplente, y Puntarenas, que elegiría 1 propietario y 1 suplente.
Los requisitos para ser diputado eran ser ciudadano costarricense mayor de veintiún años por nacimiento o por naturalización con cuatro años de residencia en el país posteriores a recibir la nacionalidad, así como reunir las condiciones necesarias para ser nombrado elector. No podrían ser electos como diputados el presidente de la República, los secretarios de estado, los magistrados propietarios de la Corte Suprema de Justicia, ni quienes ejercieran jurisdicción o autoridad extensiva a toda una provincia.
| Provincia  | Diputados |
| ---------- | --------- |
| San José   | 5         |
| Alajuela   | 5         |
| Cartago    | 5         |
| Heredia    | 3         |
| Guanacaste | 2         |
| Puntarenas | 1         |
| Total      | 21        |